# Aire d'attraction de Bédarieux
L'aire d'attraction de Bédarieux est un zonage d'étude défini par l'Insee pour caractériser l’influence de la commune de Bédarieux sur les communes environnantes. Publiée en octobre 2020, elle se substitue à l'aire urbaine de Bédarieux, qui comportait 12 communes dans le dernier zonage qui remontait à 2010.

## Définition
L’aire d’attraction d'une ville est composée d’un pôle, défini à partir de critères de population et d’emploi ainsi que d’une couronne constituée des communes dont au moins 15 % des actifs travaillent dans le pôle. Le pôle d’attraction constitue ainsi un point de convergence des déplacements domicile-travail,.

## Type et composition
L’aire d'attraction de Bédarieux est une aire intra-départementale qui comporte 25 communes dans l'Hérault.
Elle est catégorisée dans les aires de moins de 50 000 habitants, une catégorie qui regroupe 16,6 % de la population d'Occitanie et 12,2 % au niveau national.

### Carte

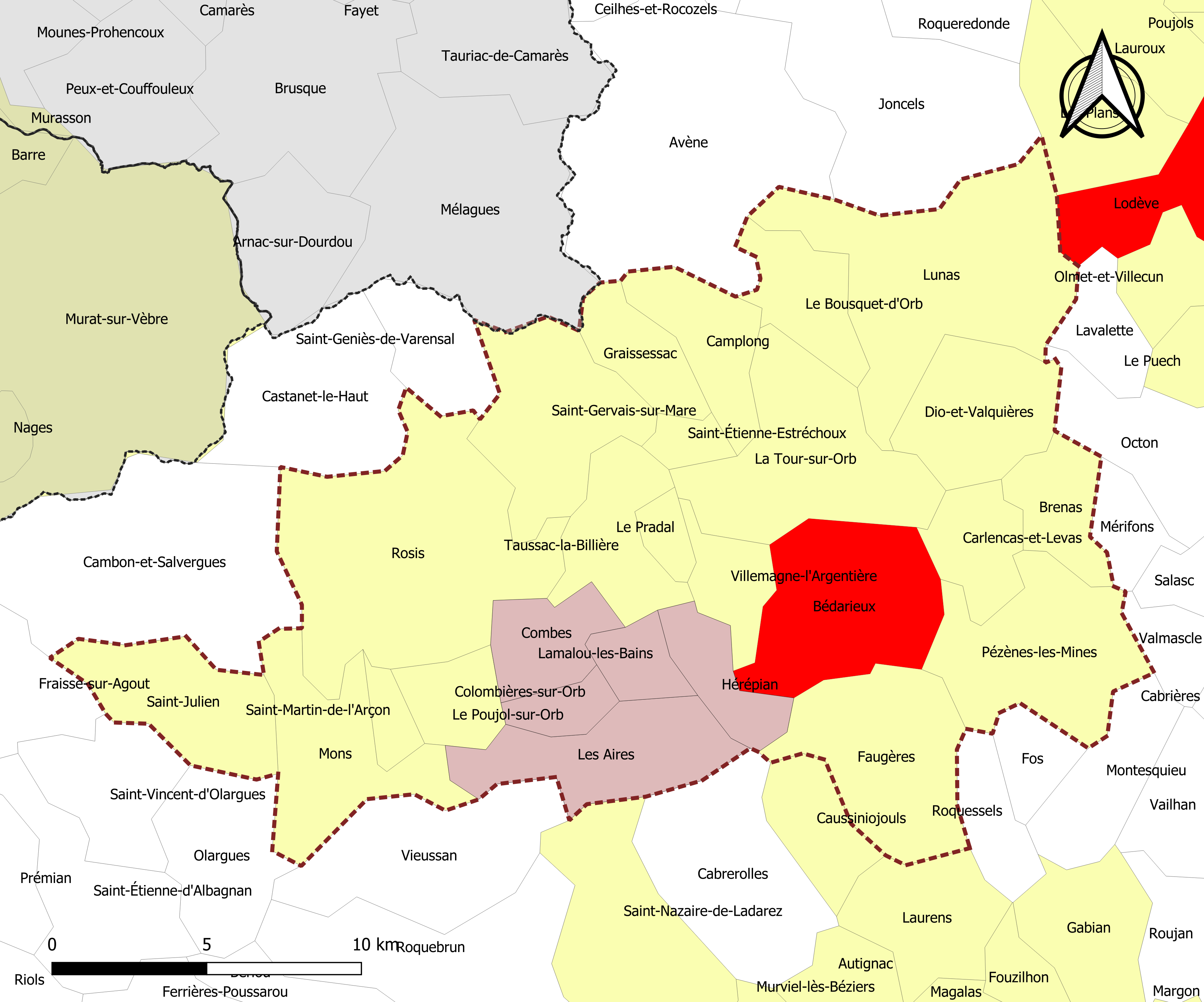
Carte de l'aire d'attraction de Bédarieux.
Commune-centre
Commune du pôle principal
Commune de la couronne

### Composition communale
| Nom                        | Code Insee | Département | Statut                    | Superficie (km2) | Population (dernière pop. légale) | Densité (hab./km2) | Modifier                                    |
| -------------------------- | ---------- | ----------- | ------------------------- | ---------------- | --------------------------------- | ------------------ | ------------------------------------------- |
| Bédarieux (commune-centre) | 34028      | Hérault     | commune-centre            | 27,82            | 5 820 (2022)                      | 209                | modifier les données · modifier les données |
| Les Aires                  | 34008      | Hérault     | commune du pôle principal | 20,54            | 613 (2022)                        | 30                 | modifier les données · modifier les données |
| Le Poujol-sur-Orb          | 34211      | Hérault     | commune du pôle principal | 4,58             | 944 (2022)                        | 206                | modifier les données · modifier les données |
| Le Bousquet-d'Orb          | 34038      | Hérault     | commune de la couronne    | 11,83            | 1 594 (2022)                      | 135                | modifier les données · modifier les données |
| Brenas                     | 34040      | Hérault     | commune de la couronne    | 10,59            | 57 (2022)                         | 5,4                | modifier les données · modifier les données |
| Camplong                   | 34049      | Hérault     | commune de la couronne    | 13,25            | 217 (2022)                        | 16                 | modifier les données · modifier les données |
| Carlencas-et-Levas         | 34053      | Hérault     | commune de la couronne    | 10,78            | 115 (2022)                        | 11                 | modifier les données · modifier les données |
| Colombières-sur-Orb        | 34080      | Hérault     | commune de la couronne    | 8,11             | 494 (2022)                        | 61                 | modifier les données · modifier les données |
| Combes                     | 34083      | Hérault     | commune du pôle principal | 10,97            | 321 (2022)                        | 29                 | modifier les données · modifier les données |
| Faugères                   | 34096      | Hérault     | commune de la couronne    | 26,06            | 555 (2022)                        | 21                 | modifier les données · modifier les données |
| Graissessac                | 34117      | Hérault     | commune de la couronne    | 10,03            | 569 (2022)                        | 57                 | modifier les données · modifier les données |
| Hérépian                   | 34119      | Hérault     | commune du pôle principal | 8,77             | 1 559 (2022)                      | 178                | modifier les données · modifier les données |
| Lamalou-les-Bains          | 34126      | Hérault     | commune du pôle principal | 6,18             | 2 421 (2022)                      | 392                | modifier les données · modifier les données |
| Lunas-les-Châteaux         | 34144      | Hérault     |                           | 63,66            | 822 (2022)                        | 13                 | modifier les données · modifier les données |
| Mons                       | 34160      | Hérault     | commune de la couronne    | 22,32            | 671 (2022)                        | 30                 | modifier les données · modifier les données |
| Pézènes-les-Mines          | 34200      | Hérault     | commune de la couronne    | 26,87            | 236 (2022)                        | 8,8                | modifier les données · modifier les données |
| Le Pradal                  | 34216      | Hérault     | commune de la couronne    | 3,80             | 325 (2022)                        | 86                 | modifier les données · modifier les données |
| Rosis                      | 34235      | Hérault     | commune de la couronne    | 52,91            | 271 (2022)                        | 5,1                | modifier les données · modifier les données |
| Saint-Étienne-Estréchoux   | 34252      | Hérault     | commune de la couronne    | 3,58             | 257 (2022)                        | 72                 | modifier les données · modifier les données |
| Saint-Gervais-sur-Mare     | 34260      | Hérault     | commune de la couronne    | 24,29            | 839 (2022)                        | 35                 | modifier les données · modifier les données |
| Saint-Julien               | 34271      | Hérault     | commune de la couronne    | 19,25            | 225 (2022)                        | 12                 | modifier les données · modifier les données |
| Saint-Martin-de-l'Arçon    | 34273      | Hérault     | commune de la couronne    | 4,22             | 103 (2022)                        | 24                 | modifier les données · modifier les données |
| Taussac-la-Billière        | 34308      | Hérault     | commune de la couronne    | 14,62            | 462 (2022)                        | 32                 | modifier les données · modifier les données |
| La Tour-sur-Orb            | 34312      | Hérault     | commune de la couronne    | 30,65            | 1 346 (2022)                      | 44                 | modifier les données · modifier les données |
| Villemagne-l'Argentière    | 34335      | Hérault     | commune de la couronne    | 8,06             | 420 (2022)                        | 52                 | modifier les données · modifier les données |